# سيف العدالة
سيف العدالة هي سلسلة روايات من إنتاج المؤسسة العربية الحديثة وتتحدث السلسلة عن مقاتل مسقبلي يواجة صراعات ضد أعوان الشر .

## أعداد السلسلة
1. رجل المستقبل
2. الفارس الآلي
3. زمن الشر
4. المقاتل المزدوج
5. الحرب الثالثة
6. ضربة العصر
7. تحت القمه